# Kniphofia fibrosa
Kniphofia fibrosa es una planta bulbosa de la familia Xanthorrhoeaceae.

## Descripción
Las hojas viejas son abundantes en fibras, las hojas en número de 6-8 en un tallo, son lineales,  amplias en la parte baja, con bordes curvados y el envés plano, con un delgado nervio medio; la inflorescencia con pedúnculo en forma de denso racimo oblongo,  pedicelos muy cortos, y brácteas ovado-lanceoladas. Las flores de color amarillo pálido con el perianto cilíndrico, delgado, las anteras pequeñas, oblongas, de color negruzco.

## Distribución
Se encuentra en KwaZulu-Natal, en las Montañas Mahwaqua, a una altitud de 1800 a 2000 metros.

## Taxonomía
Kniphofia fibrosa fue descrita por  John Gilbert Baker y publicado en Flora Capensis 6: 533, en el año 1897.